# Mosekonens bryg (bog)
 For alternative betydninger, se Mosekonens bryg (flertydig). (Se også artikler, som begynder med Mosekonens bryg)
Mosekonens Bryg er er en børnebog af Ib Spang Olsen. Den blev oprindeligt udgivet af Kunst og Kultur i 1957 og igen i 1966 af Gyldendal i en lidt omarbejdet version. Det er versionen fra 1966, de fleste kender i dag og som bliver solgt hos div. boghandlere. Bogen handler om fænomenet mosekonens bryg, som er en tæt tåge, der lægger sig lavt over dale, moser og enge ved tusmørke og dæmring efter en varm dag med pludseligt temperaturfald. 
I bogen skal mosekonen fremstille sin særlige bryg. Hun sender mosebørnene ud for at finde ingredienser, og lygtemændene, med hår af ild, varmer op under gryden. Mosefolkene er kun ude om natten, for de kan ikke tåle dagslys. Børnenes far, mosemanden, er kæmpestor og ligner en busk. Når bryggen er færdig, bliver den siet gennem to af mosepigernes hår og hældes på tønde. Mosekonen har selv lavet tønden med staver af mosejord, som hun har høvlet af med sine hugtænder, tøndebånd af siv og en bund af et vandhul, hun har pustet på, så vandet bliver helt hårdt. Så gemmes bryggen gennem hele vinteren, mens mosefolkene sover under jorden. 
Når de vågner igen om foråret, holder de fest og drikker bryggen. Nu kan de godt tåle dagslys. Så puster de liv i naturen efter den lange vinter. De puster på søer og vandhuller, så isen forsvinder, de puster på buske, så de får kno-pper, de puster hinanden i ørene, så der flyver sommerfugle ud osv.
Ib Spang Olsen modtog i 1967 Kulturministeriets Børnebogspris for bogen.
Bogen er også blevet filmatiseret.